# Pageas
Pageas est une commune française située dans le département de la Haute-Vienne, en région Nouvelle-Aquitaine.
Elle est intégrée au parc naturel régional Périgord-Limousin.
Ses habitants s'appellent les Pageaciens et les  Pageaciennes ou Pageacais et  Pageacaises.

## Géographie

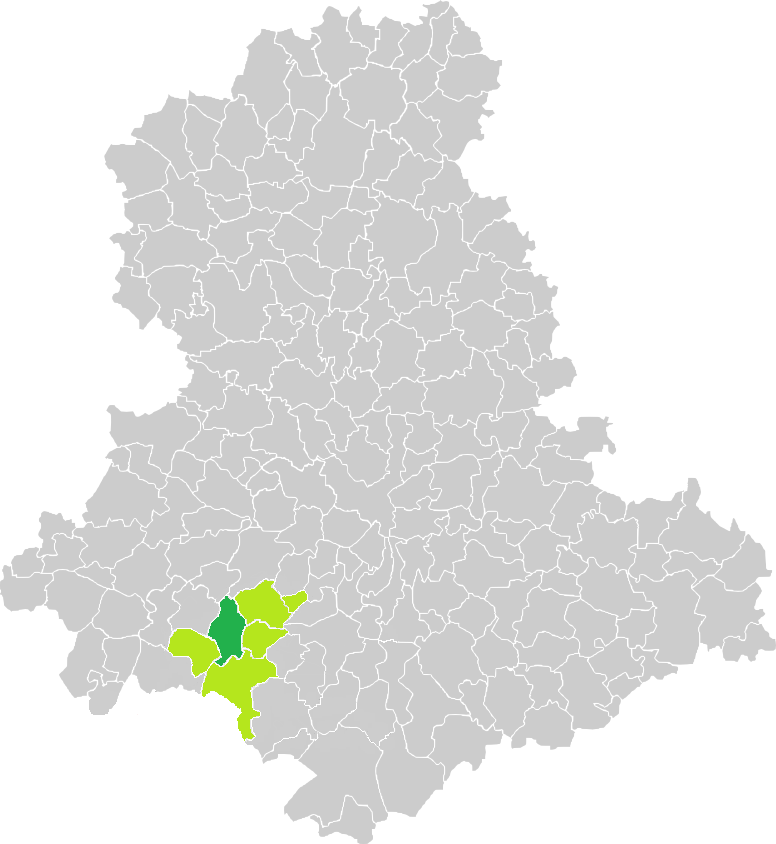
Situation de la commune de Pageas en Haute-Vienne.

La commune de Pageas a une superficie de 27,8 km2. La plus grande ville la plus proche est Limoges, qui est située à 27 km au sud-ouest.

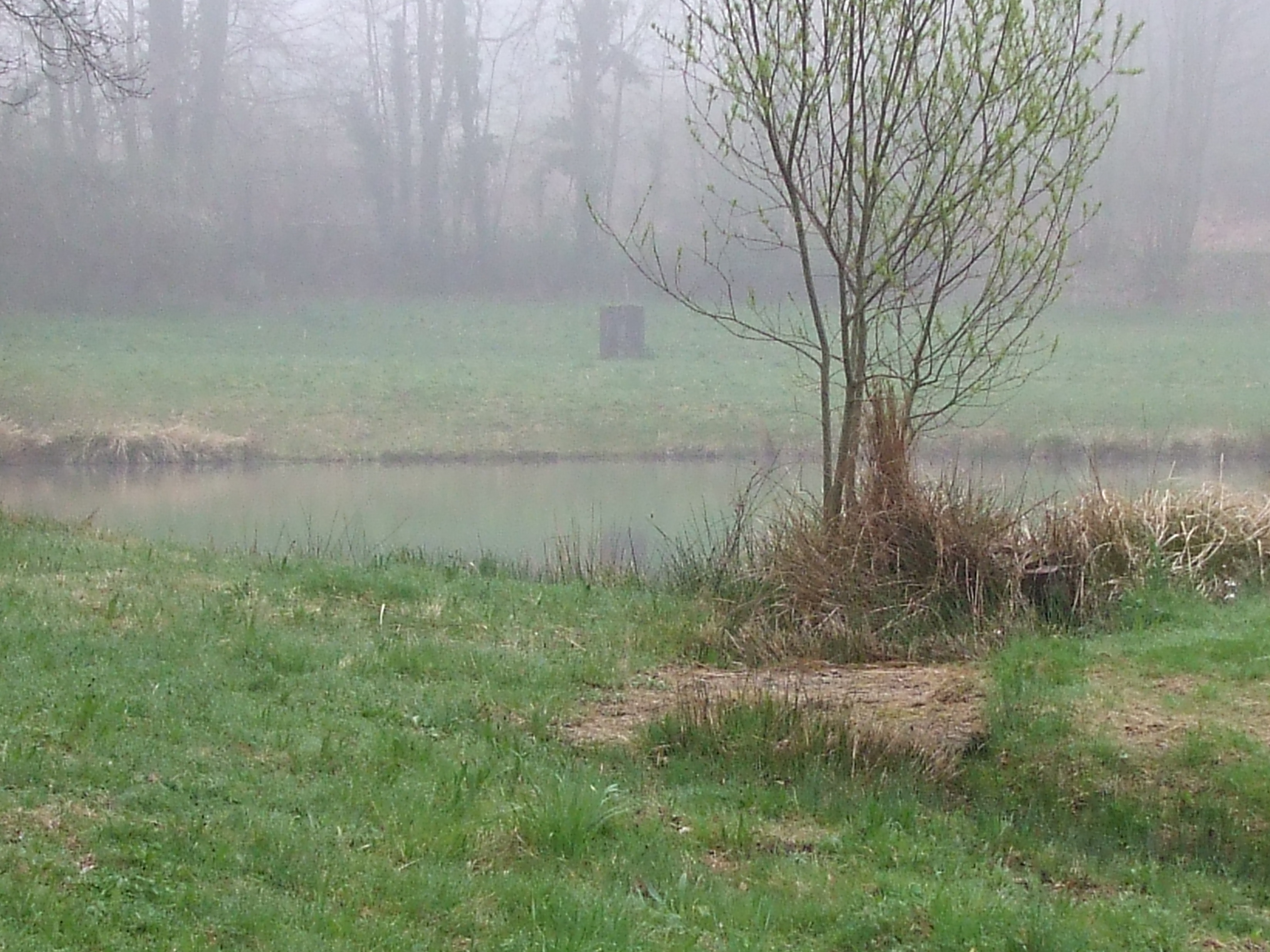
Source de la Tadoire
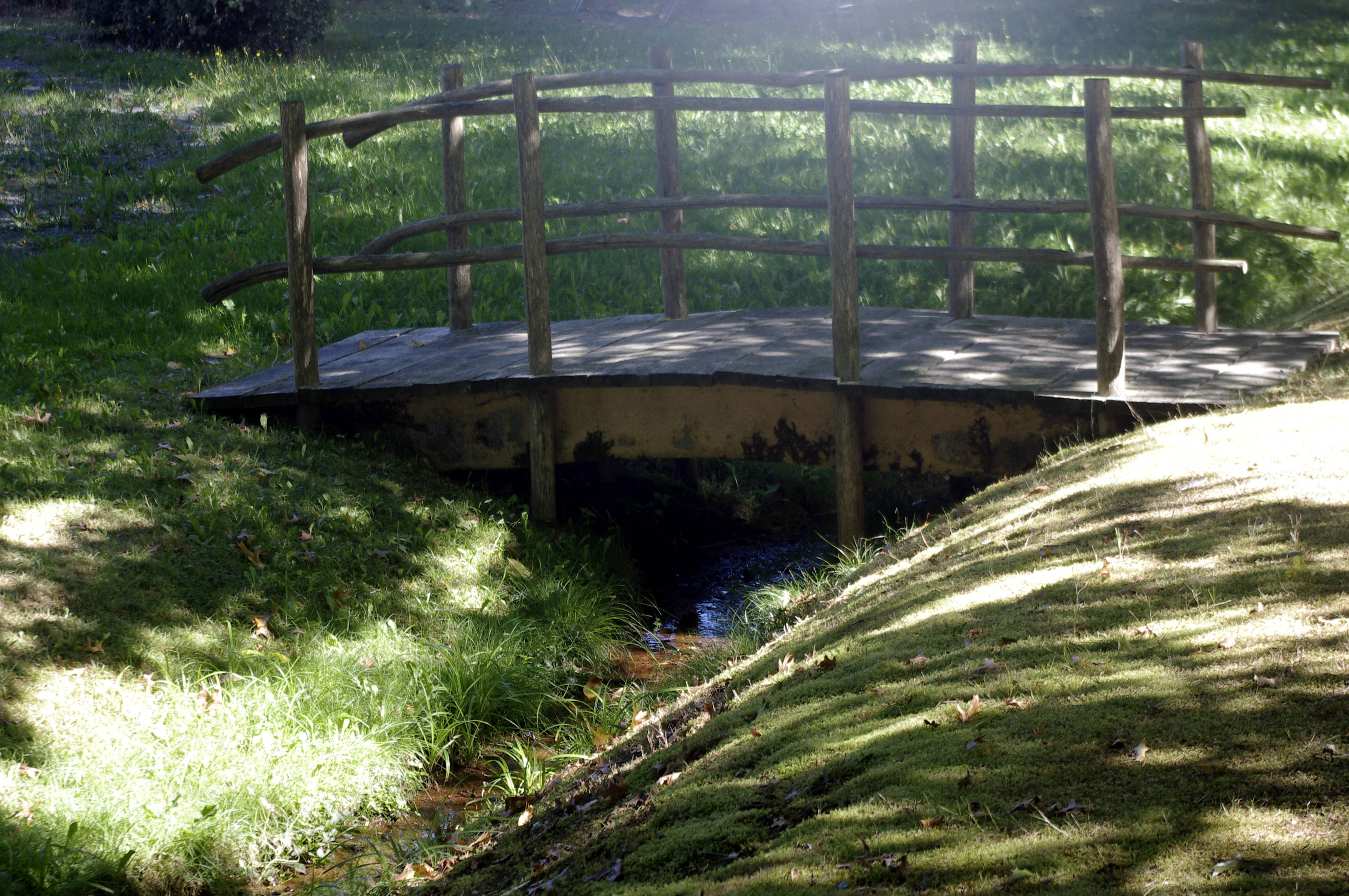
La Gorre à Pageas

Le territoire communal est traversé par les rivières la Tardoire et la Gorre.
| Gorre    | Séreilhac       | Flavignac |
| Champsac | Pageas          | Les Cars  |
| Châlus   | Bussière-Galant |           |

### Climat
Pour des articles plus généraux, voir Climat de la Nouvelle-Aquitaine et Climat de la Haute-Vienne.
Historiquement, la commune est exposée à un climat océanique limousin.  
En 2020, Météo-France publie une typologie des climats de la France métropolitaine dans laquelle la commune est exposée à un climat océanique altéré et est dans la région climatique  Ouest et nord-ouest du Massif Central, caractérisée par une pluviométrie annuelle de 900 à 1 500 mm, maximale en automne et en hiver.
Pour la période 1971-2000, la température annuelle moyenne est de 11,2 °C, avec une amplitude thermique annuelle de 14,6 °C. Le cumul annuel moyen de précipitations est de 1 160 mm, avec 13,3 jours de précipitations en janvier et 8,1 jours en juillet. Pour la période 1991-2020, la température moyenne annuelle observée sur la station météorologique la plus proche, située sur la commune de Châlus à 3 km à vol d'oiseau, est de 11,8 °C et le cumul annuel moyen de précipitations est de 1 159,6 mm,. Pour l'avenir, les paramètres climatiques de la commune estimés pour 2050 selon différents scénarios d’émission de gaz à effet de serre sont consultables sur un site dédié publié par Météo-France en novembre 2022.

## Urbanisme

### Typologie
Au 1er janvier 2024, Pageas est catégorisée commune rurale à habitat dispersé, selon la nouvelle grille communale de densité à sept niveaux définie par l'Insee en 2022.
Elle est située hors unité urbaine. Par ailleurs la commune fait partie de l'aire d'attraction de Limoges, dont elle est une commune de la couronne,. Cette aire, qui regroupe 127 communes, est catégorisée dans les aires de 200 000 à moins de 700 000 habitants,.

### Occupation des sols
L'occupation des sols de la commune, telle qu'elle ressort de la base de données européenne d’occupation biophysique des sols Corine Land Cover (CLC), est marquée par l'importance des territoires agricoles (65,3 % en 2018), en diminution par rapport à 1990 (66,3 %). La répartition détaillée en 2018 est la suivante : 
forêts (33,6 %), prairies (32,4 %), zones agricoles hétérogènes (30,2 %), terres arables (2,8 %), milieux à végétation arbustive et/ou herbacée (1,1 %). L'évolution de l’occupation des sols de la commune et de ses infrastructures peut être observée sur les différentes représentations cartographiques du territoire : la carte de Cassini (XVIIIe siècle), la carte d'état-major (1820-1866) et les cartes ou photos aériennes de l'IGN pour la période actuelle (1950 à aujourd'hui).

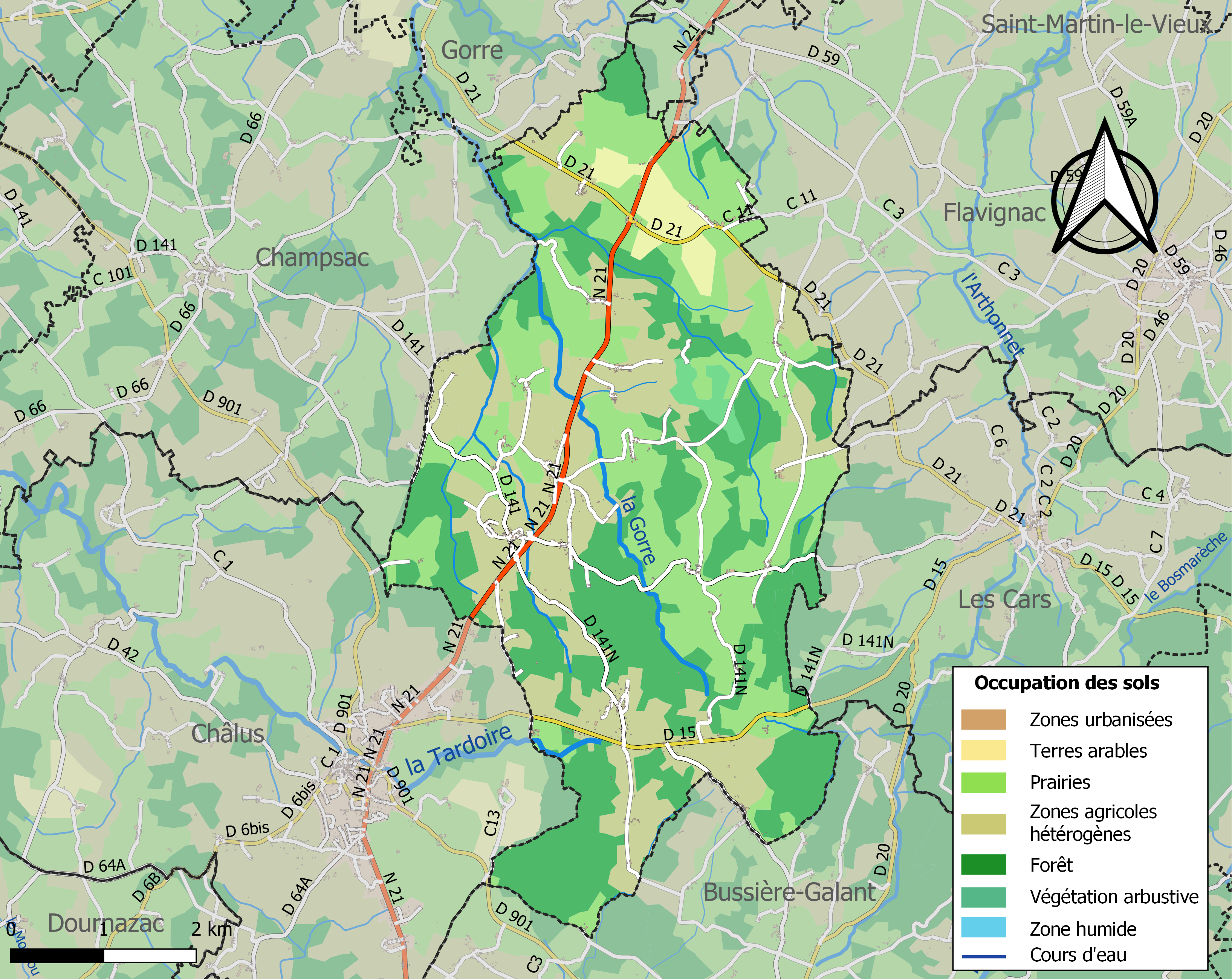
Carte des infrastructures et de l'occupation des sols de la commune en 2018 (CLC).

### Risques majeurs
Le territoire de la commune de Pageas est vulnérable à différents aléas naturels : météorologiques (tempête, orage, neige, grand froid, canicule ou sécheresse) et séisme (sismicité faible). Il est également exposé à un risque particulier : le risque de radon. Un site publié par le BRGM permet d'évaluer simplement et rapidement les risques d'un bien localisé soit par son adresse soit par le numéro de sa parcelle.

#### Risques naturels

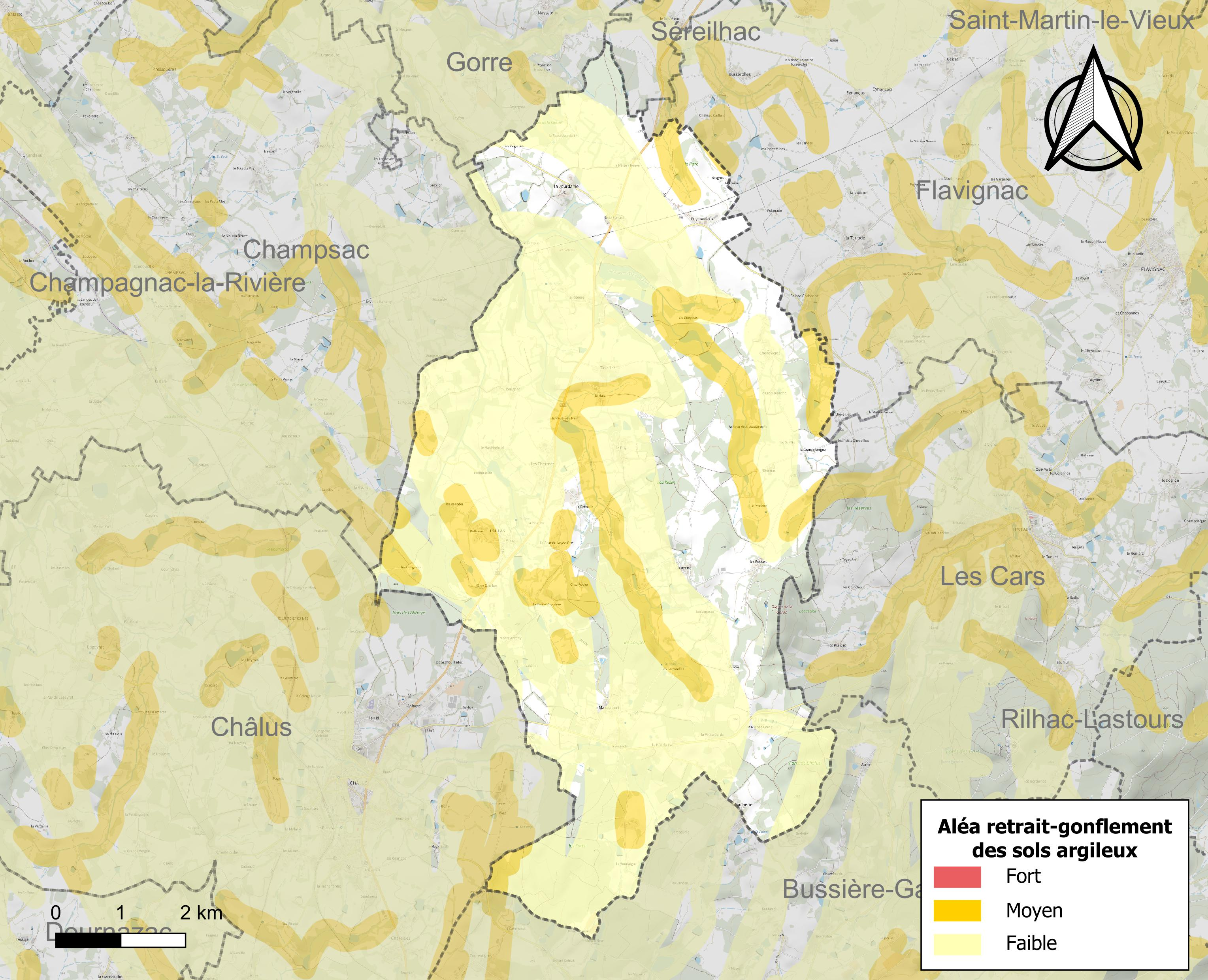
Carte des zones d'aléa retrait-gonflement des sols argileux de Pageas.

Le retrait-gonflement des sols argileux est susceptible d'engendrer des dommages importants aux bâtiments en cas d’alternance de périodes de sécheresse et de pluie. 16,7 % de la superficie communale est en aléa moyen ou fort (27 % au niveau départemental et 48,5 % au niveau national métropolitain). Depuis le 1er octobre 2020, en application de la loi ÉLAN, différentes contraintes s'imposent aux vendeurs, maîtres d'ouvrages ou constructeurs de biens situés dans une zone classée en aléa moyen ou fort,.
La commune a été reconnue en état de catastrophe naturelle au titre des dommages causés par les inondations et coulées de boue survenues en 1982 et 1999 et par des mouvements de terrain en 1999.

#### Risque particulier
Dans plusieurs parties du territoire national, le radon, accumulé dans certains logements ou autres locaux, peut constituer une source significative d’exposition de la population aux rayonnements ionisants. Selon la classification de 2018, la commune de Pageas est classée en zone 3, à savoir zone à potentiel radon significatif.

## Histoire
Les sites préhistoriques du Mazaubert, du néolithique ou du chalcolithique et du Bois Pargas du IIIe millénaire avant notre ère, les vestiges gallo-romains de la Jourdanie du Ier siècle av. J.-C., la motte castrale de la Petite Veyssière des IXe-Xe siècles, la borne médiévale de la Gacherie, l'église Saint-Jean-Baptiste de Chenevières du XIIIe siècle, la commanderie hospitalière de Puybonnieux, l'église romane reconstruite au XVe siècle, le château du Mas-Nadaud des XVe et XVIIIe siècles, le relais de poste de la Ribière, témoignent de l'ancienneté et de la permanence de l'occupation du territoire pageacien.
En janvier 1778, le moulin de la Rechignerie est loué aux religieux de l'abbaye de Saint-Augustin-lez-Limoges par Martial Desmaisons de la Coste et Marguerite Deliron, moyennant une redevance incluant quatre setiers de seigle.
Communauté rurale représentative de la civilisation paysanne jusqu'au XXe siècle, saignée par les pertes humaines de la Première Guerre mondiale et l'exode rural, le rebond démographique marque l'influence exercée sur Pageas par l'aire urbaine de Limoges depuis 1980.

### Les Templiers et les Hospitaliers
Chenevières et Puybonnieux, au nord-est de la commune, sont deux anciennes commanderies, la première de l'ordre de Saint-Jean de Jérusalem est attestée depuis 1233, la seconde de l'ordre du Temple l'est depuis 1239 et au cours du procès. Les deux entités furent réunies après la dévolution des biens de l'ordre du Temple pour constituer un membre de la commanderie de Limoges (Le Palais) au sein du grand prieuré d'Auvergne. En 1565, le comte des Cars aliéna la seigneurie de Puybonnieux qui ne fut restituée aux Hospitaliers qu'en 1609 après un procès.

## Politique et administration
| Période                                  | Période   | Identité            | Étiquette | Qualité                                                         |
| ---------------------------------------- | --------- | ------------------- | --------- | --------------------------------------------------------------- |
| Les données manquantes sont à compléter. |           |                     |           |                                                                 |
| 1919                                     | 1923      | Jean-Baptiste Dumas |           |                                                                 |
| 1923                                     | 1925      | Martial Desbordes   |           |                                                                 |
| 1925                                     | 1937      | Martial Vergnenègre |           |                                                                 |
| 1937                                     | 1942      | Pierre Delautrette  |           |                                                                 |
| 1942                                     | 1943      | Martial Vergnenègre |           |                                                                 |
| 1943                                     | 1944      | Louis Veyrier       |           |                                                                 |
| 1944                                     | 1947      | Henri Desbordes     |           |                                                                 |
| 1947                                     | mars 1971 | Jean Andrieux       |           |                                                                 |
| mars 1971                                | mars 1989 | René Chambon        | PS        | Maire honoraire                                                 |
| mars 1989                                | mars 2001 | Ginette Valade      |           | comptable retraitée                                             |
| mars 2001                                | mai 2020  | Philippe Dubeau     | PS        | Organiste Vice-président de la CC Pays de Nexon-Monts de Châlus |
| mai 2020                                 | En cours  | Bernadette Lacote   |           | Comptable retraitée, ancienne première adjointe                 |

## Démographie
L'évolution du nombre d'habitants est connue à travers les recensements de la population effectués dans la commune depuis 1793. Pour les communes de moins de 10 000 habitants, une enquête de recensement portant sur toute la population est réalisée tous les cinq ans, les populations de référence des années intermédiaires étant quant à elles estimées par interpolation ou extrapolation. Pour la commune, le premier recensement exhaustif entrant dans le cadre du nouveau dispositif a été réalisé en 2006.

En 2022, la commune comptait 639 habitants, en évolution de +10,17 % par rapport à 2016 (Haute-Vienne : −0,68 %, France hors Mayotte : +2,11 %).
| 1793  | 1800  | 1806  | 1821  | 1831  | 1836  | 1841  | 1846  | 1851  |
| ----- | ----- | ----- | ----- | ----- | ----- | ----- | ----- | ----- |
| 1 064 | 1 178 | 1 340 | 1 480 | 1 373 | 1 506 | 1 519 | 1 546 | 1 503 |

| 1856  | 1861  | 1866  | 1872  | 1876  | 1881  | 1886  | 1891  | 1896  |
| ----- | ----- | ----- | ----- | ----- | ----- | ----- | ----- | ----- |
| 1 516 | 1 522 | 1 564 | 1 348 | 1 324 | 1 371 | 1 438 | 1 519 | 1 463 |

| 1901  | 1906  | 1911  | 1921  | 1926  | 1931  | 1936 | 1946 | 1954 |
| ----- | ----- | ----- | ----- | ----- | ----- | ---- | ---- | ---- |
| 1 381 | 1 409 | 1 443 | 1 272 | 1 210 | 1 048 | 901  | 961  | 873  |

| 1962 | 1968 | 1975 | 1982 | 1990 | 1999 | 2006 | 2011 | 2016 |
| ---- | ---- | ---- | ---- | ---- | ---- | ---- | ---- | ---- |
| 663  | 638  | 568  | 552  | 602  | 594  | 609  | 598  | 580  |

| 2021 | 2022 | - | - | - | - | - | - | - |
| ---- | ---- | - | - | - | - | - | - | - |
| 618  | 639  | - | - | - | - | - | - | - |

## Sites et monuments
- Le Mas-Nadaud, destiné à devenir le « Centre des visiteurs » du parc naturel régional Périgord-Limousin auquel il appartient depuis 2004, fut l’un des quelque vingt repaires périphériques de la milicia castri de Châlus, assis sur une dizaine de métairies ou de villages. Mentionné dès le début du XIVe siècle, l’édifice, dont le plan actuel est achevé au XVIIIe siècle, comporte des vestiges de la fin du XVe siècle ou du début du XVIe[35].
- L'église Saint-Jean-Baptiste de Chênevières.
- Église Saint-Pierre-aux-Liens de Pageas, de style roman inclut une rare rosace monolithe et un portail limousin. Son clocher est couvert de bardeaux de châtaignier[36].
- Le circuit de karting des Renardières est situé au Puy de Pageas[37].
- Le sentier musical de Pageas. Un arboretum d'arbres utilisés dans la construction d'instruments de musique[38].

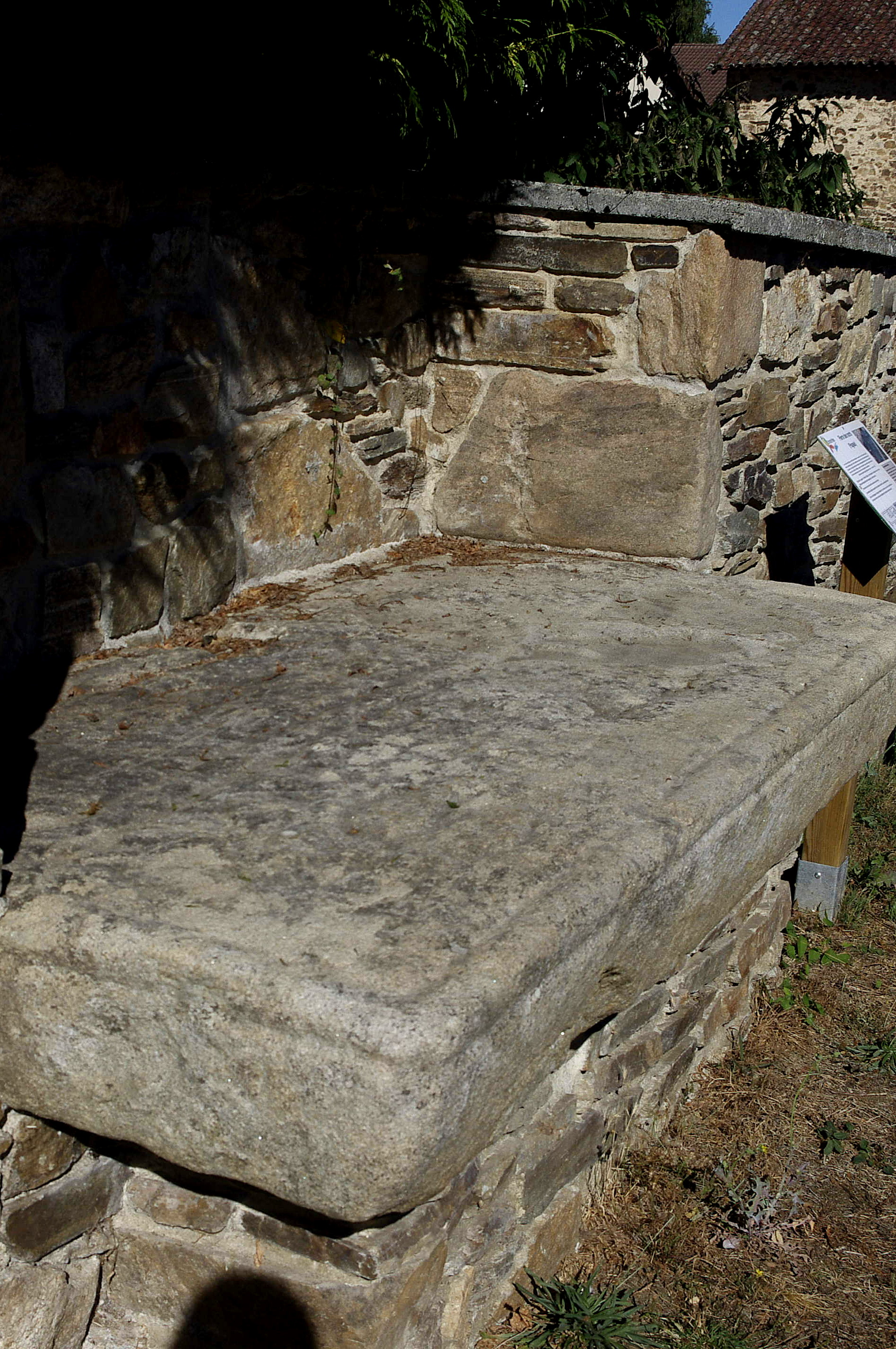
La pierre des morts
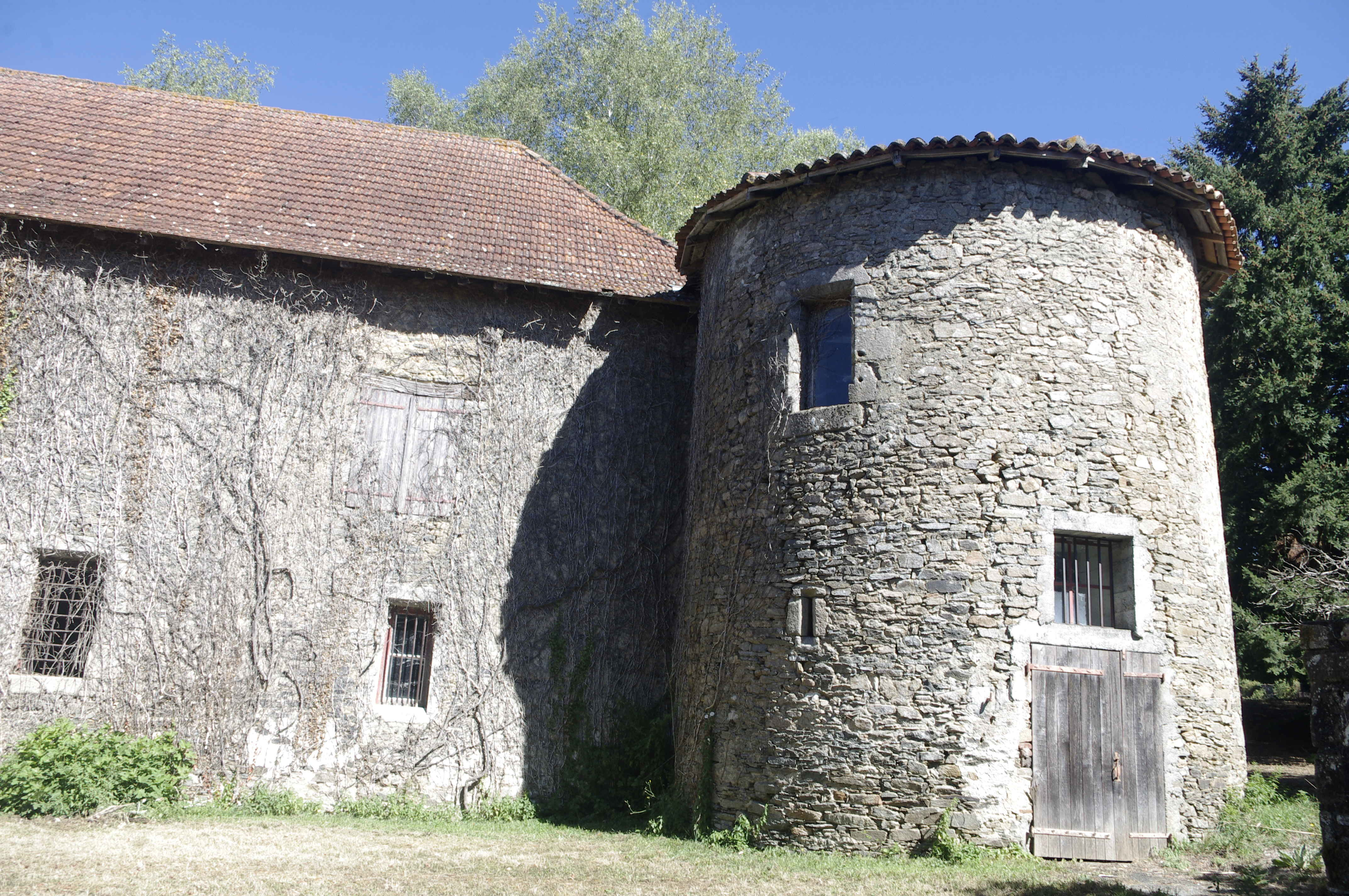
La maison forte de Mas Nadaud
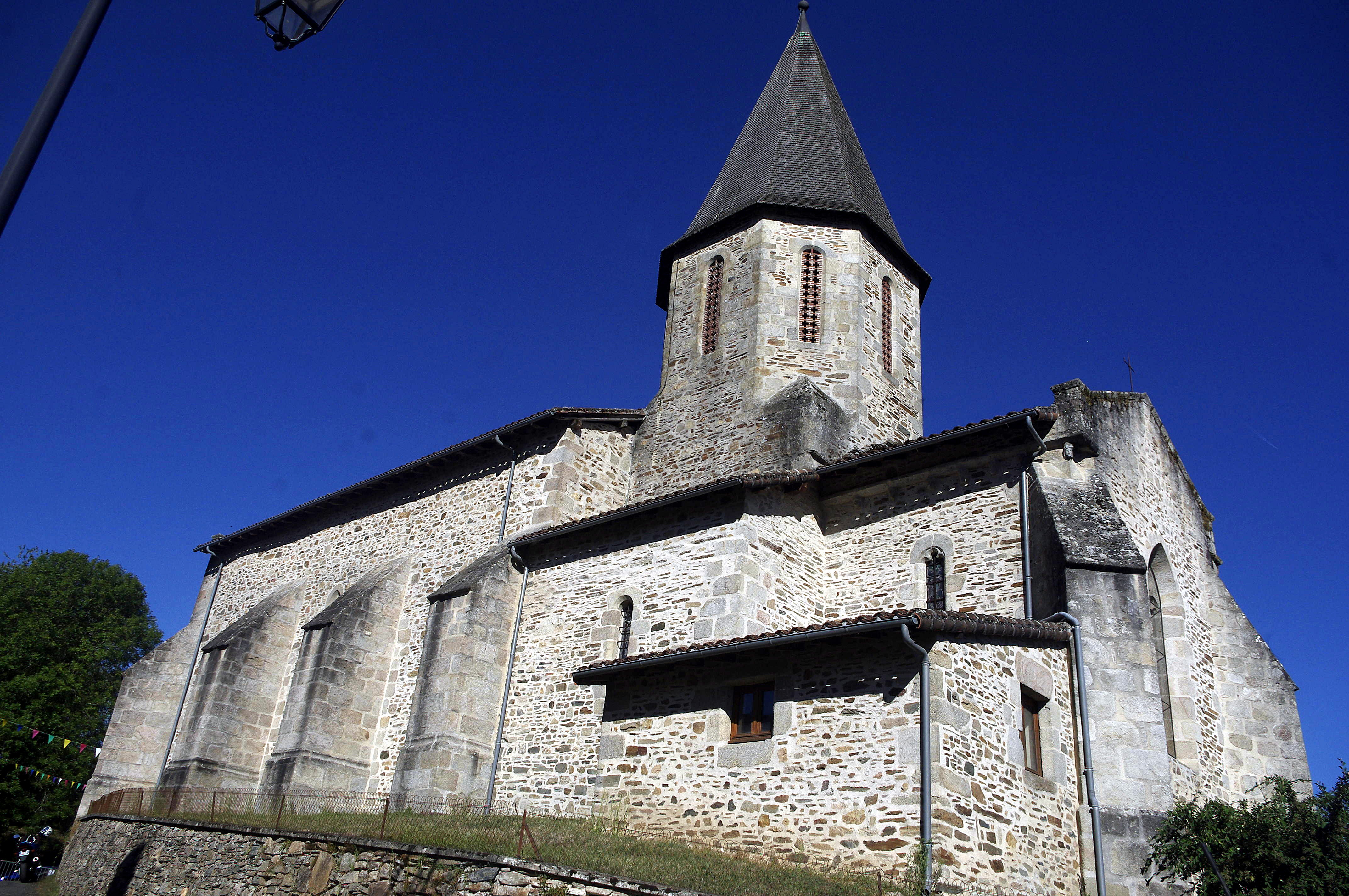
L'église de Pageas
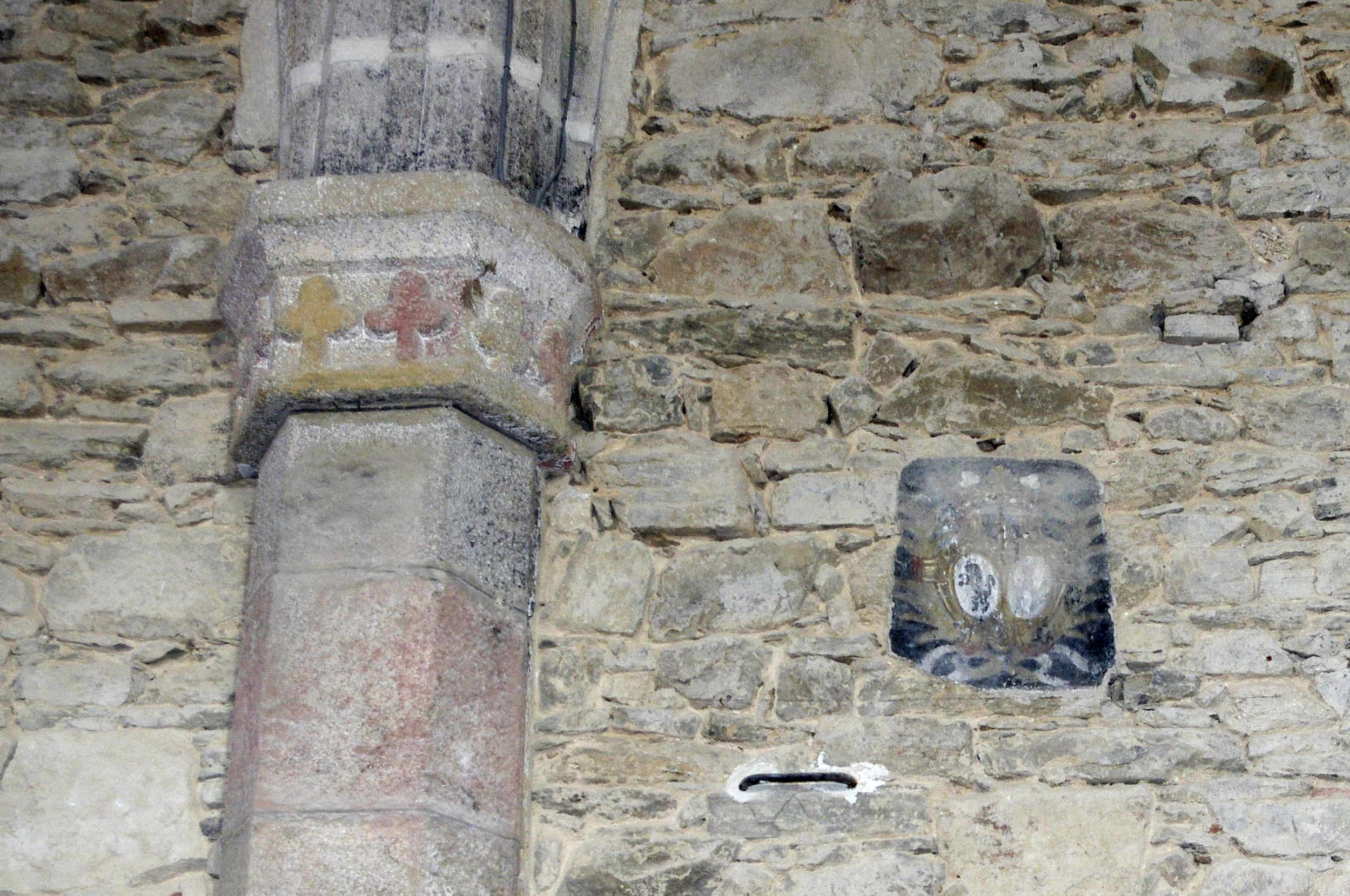
Colonne dans l'église
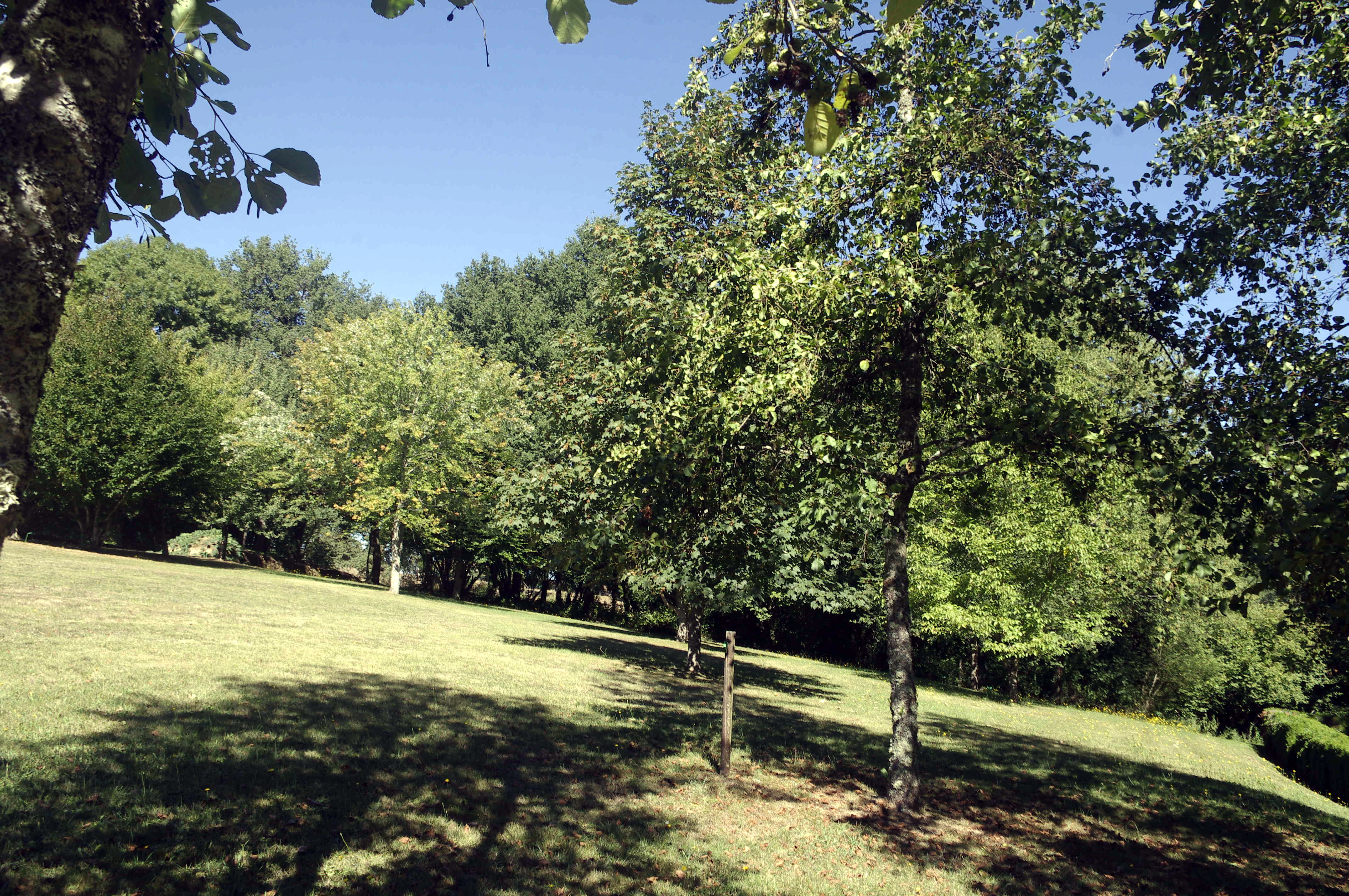
L'arboretum "Sentier musical"

## Personnalités liées à la commune
- Maurice Robert (1930-2022), ethnologue universitaire français, né à Châlus a passé son enfance à Pageas dans une famille d'artisan-paysans. L'ensemble de son œuvre tend à la formulation de la structure, du fonctionnement et de l'évolution de la société rurale limousine.
- Philippe Dubeau, organiste français, maire de Pageas de 2001 à 2020.
- Édouard Valéry (1924-2010), chef résistant à des origines de Pageas par son père né à Pageas.

## Pour approfondir